# Limnoria carptora
Limnoria carptora är en kräftdjursart som beskrevs av Isabel Clifton Cookson 1997. Limnoria carptora ingår i släktet Limnoria och familjen borrgråsuggor. Inga underarter finns listade i Catalogue of Life.